# Aspila insularis
Aspila insularis là một loài bướm đêm trong họ Noctuidae.